# Petite rivière Rouge
Petite rivière Rouge är ett vattendrag i Kanada.   Det ligger i provinsen Québec, i den sydöstra delen av landet, 70 km nordost om huvudstaden Ottawa.
I omgivningarna runt Petite rivière Rouge växer i huvudsak lövfällande lövskog. Runt Petite rivière Rouge är det ganska tätbefolkat, med 62 invånare per kvadratkilometer.